# Santo Antônio do Caiuá
Santo Antônio do Caiuá is een gemeente in de Braziliaanse deelstaat Paraná. De gemeente telt 2.733 inwoners (schatting 2009).